# Crocidura hildegardeae
Crocidura hildegardeae е вид бозайник от семейство Земеровкови (Soricidae).

## Разпространение
Видът е разпространен в Бурунди, Демократична република Конго, Етиопия, Камерун, Кения, Руанда, Танзания, Уганда и Централноафриканска република.